# Ersfeld
Ersfeld é um município localizada no distrito de Altenkirchen, na associação municipal de Verbandsgemeinde Altenkirchen, no estado da Renânia-Palatinado.

## População
| - 1815 – 63 - 1835 – 73 - 1871 – 90 - 1905 – 61 - 1939 – 80 | - 1950 – 72 - 1961 – 74 - 1970 – 62 - 1987 – 52 - 2000 – 57 |